# 花陽站
花陽站（朝鲜语：화양역；）曾为朝鲜铁路德達線上的一个车站，位于黄海南道青丹郡，启用及废止时间不明。